# العلاقات السورينامية الغرينادية
العلاقات السورينامية الغرينادية هي العلاقات الثنائية التي تجمع بين سورينام وغرينادا.

## مقارنة بين البلدين
هذه مقارنة عامة ومرجعية للدولتين:
| وجه المقارنة                                              | سورينام                        | غرينادا                                |
| --------------------------------------------------------- | ------------------------------ | -------------------------------------- |
| المساحة (كم2)                                             | 163.27 ألف                     | 348                                    |
| عدد السكان (نسمة)                                         | 563.40 ألف                     | 107.83 ألف                             |
| الكثافة السكانية (ن./كم²)                                 | 3.45                           | 30.99 ألف                              |
| العاصمة                                                   | باراماريبو                     | سانت جورجز                             |
| اللغة الرسمية                                             | اللغة الهولندية                | لغة إنجليزية، إنكليزية غرنادة المولدة ‏ |
| العملة                                                    | دولار سورينامي، غيلدر سورينامي | دولار شرق الكاريبي                     |
| الناتج المحلي الإجمالي (بليون دولار)                      | 3.32 مليار                     | 1.12 مليار                             |
| الناتج المحلي الإجمالي (تعادل القوة الشرائية) بليون دولار | 9.07 مليار                     | 1.45 مليار                             |
| الناتج المحلي الإجمالي الاسمي للفرد دولار أمريكي          | 9.48 ألف                       | 9.21 ألف                               |
| الناتج المحلي الإجمالي للفرد دولار أمريكي                 | 16.64 ألف                      | 12.43 ألف                              |
| مؤشر التنمية البشرية                                      | 0.714                          | 0.750                                  |
| رمز المكالمات الدولي                                      | +597                           | +1473                                  |
| رمز الإنترنت                                              | .sr                            | .gd                                    |
| المنطقة الزمنية                                           | 00                             | 00                                     |

## منظمات دولية مشتركة
يشترك البلدان في عضوية مجموعة من المنظمات الدولية، منها:
| علم المنظمة | اسم المنظمة                                                          | تاريخ انضمام سورينام | تاريخ انضمام غرينادا |
| ----------- | -------------------------------------------------------------------- | -------------------- | -------------------- |
|             | تحالف الدول الجزرية الصغيرة                                          | ?                    | ?                    |
|             | وكالة حظر الأسلحة النووية في أمريكا اللاتينية ومنطقة البحر الكاريبي ‏ | ?                    | ?                    |
|             | الاتحاد البريدي العالمي                                              | ?                    | ?                    |
|             | يونسكو                                                               | 16 يوليو 1976        | 17 فبراير 1975       |
|             | البنك الدولي للإنشاء والتعمير                                        | 27 يونيو 1978        | 27 أغسطس 1975        |
|             | منظمة التجارة العالمية                                               | ?                    | ?                    |
|             | وكالة ضمان الاستثمار متعدد الأطراف                                   | 2 يوليو 2003         | 12 أبريل 1988        |
|             | الاتحاد الدولي للاتصالات                                             | 15 يوليو 1976        | 17 نوفمبر 1981       |
|             | منظمة الشرطة الجنائية الدولية                                        | ?                    | ?                    |
|             | مؤسسة التمويل الدولية                                                | 1 سبتمبر 2011        | 28 أغسطس 1975        |
|             | الأمم المتحدة                                                        | 4 ديسمبر 1975        | 17 سبتمبر 1974       |
|             | بنك التنمية الكاريبي ‏                                                | ?                    | ?                    |
|             | مجموعة دول أفريقيا والكاريبي والمحيط الهادئ                          | ?                    | ?                    |
|             | الجماعة الكاريبية                                                    | 4 يوليو 1995         | 1 مايو 1974          |
|             | منظمة حظر الأسلحة الكيميائية                                         | ?                    | ?                    |

## وصلات خارجية
- موقع وزارة الخارجية السورينامية